# Ad van Pelt
J.A. (Ad) van Pelt (Rotterdam, 1960) is een Nederlands organist en dirigent.

## Biografie

### Opleiding
Van Pelt groeide op in een muzikaal gezin. Hij volgde vanaf 1974 piano- en orgellessen bij Eveline M. Jansen. Vanaf 1977 studeerde hij aan het Utrechts Conservatorium hoofdvak orgel en bijvak piano. Zijn docenten waren Kees van Houten, Ans Verbeek en Jan Welmers. Hij behaalde zijn diploma's Uitvoerend Musicus en Protestantse kerkmuziek in 1986. Daarnaast studeerde hij vanaf 1981 muziekwetenschappen aan de Rijksuniversiteit Utrecht, onder meer bij dr. Jan van Biezen . Zijn doctoraalexamen behaalde hij in 1987.

### Loopbaan
Van Pelt werd in 1976 benoemd tot organist van de Maranathakerk in Woerden. In 1986 volgde aldaar zijn benoeming tot assistent-organist van de Petruskerk waar hij in 1990 vaste organist werd. In deze kerk is hij bespeler van het historische Johann Heinrich Hartmann-Bätz-orgel (1768). 
In 1989 werd hij daarnaast benoemd tot organist van de Oude Kerk in Huizen. Sinds 2001 is hij organist in de Hervormde Kerk in Nieuwkoop. Naast zijn werk als organist geeft hij orgel- en pianolessen in Woerden en omstreken. Hij heeft vele jonge musici opgeleid, onder meer tot kerkorganist. 
Van Pelt organiseert sinds 1997 het Bach- en Mozartfestival in Woerden. Binnen dit kader hebben in 25 jaar meer dan 850 concerten plaatsgevonden. Tijdens deze concerten is onder meer het complete oeuvre voor orgel uitgevoerd van componisten als Johann Sebastian Bach, Dietrich Buxtehude en François Couperin.
Van Pelt is lid van het bestuur van de stichting Utrecht Orgelland 

### Prijzen en onderscheidingen
In 1983 behaalde van Pelt de derde prijs tijdens het Internationale Albert Schweitzer Orgelfestival te Deventer en de tweede prijs bij het 2e concours voor van de Stichting Groningen Orgelland te Leens.
In 2001 ontving van Pelt uit handen van burgemeester Van Zwieten de Cultuurprijs van de stad Woerden vanwege het organiseren van het Bachfestival Woerden.
In 2007 werd van Pelt onderscheiden door de Société Académique d’Éducation et d’Encouragement “Arts, Sciences, Lettres” te Parijs, wegens zijn verdiensten voor de Franse orgelcultuur. 
In 2016 werd hem het Draaginsigne in Goud toegekend, bij zijn 40-jarig jubileum als kerkorganist, door de Vereniging voor Kerkrentmeesterlijk Beheer. 

## Discografie
- Joseph Rheinberger, De 20 orgelsonates gespeeld op van Dam-orgels, volume 5, JVV-486 (2015)
- Het Bätz-orgel (1768) van de Petruskerk te Woerden bespeeld door Ad van Pelt, RCS2016-16 (2016)